# رميلان الباشا
رميلان الباشا قرية سورية تتبع لناحية المعبدة، منطقة المالكية، محافظة الحسكة. بلغ عدد السكان 1005 في إحصاء عام 2004م، سكانها من قبيلة شمر. يعملون بزراعة المحاصيل وتربية الخيول العربية الأصيلة، يمر بها وادي الرميلان ، يوجد في القرية اسطبلات الهنوف للخيول العربية الأصيلة.
أسسها الشيخ الباشا بن متعب العاصي الجربا سنة 1935م، فقيل "وقد كتب لي أن أبيت ليلة من شهر تشرين الثاني 1947 عند الشيخ باشا المتعب العاصي وكان مخيما في تل رميلان المذكور شمالي محطة تل كوشك وأن أصادف ليلتئذ عددا من التجار الحمويين والحمصيين يتسوقون غنما بوساطة الشيخ باشا المذكور".